# Idioma anguthimri
El anguthimri es una lengua pamana extinta anteriormente hablada en la Península de York del Cabo de Queensland, Australia por la tribu anghtirmi, nativa de esa región. Se desconoce su fecha exacta de extinción.

## Nombre
El nombre Anguthimri no es un sinónimo de Awngthim, sin embargo debido a su semejanza a veces han sido confundidos.

## Fonología
Los dos dialectos tienen el mismo repertorio de sonido.

### Consonantes
| Periférico   | Periférico | Laminal | Laminal | Apical   | Apical    | Glottal |
| Bilabial     | Velar      | Palatal | Dental  | Alveolar | Retroflex | Glottal |
| ------------ | ---------- | ------- | ------- | -------- | --------- | ------- |
| Plosive      | p          | k       | c       | t̪        | t         | ʔ       |
| Fricatives   | β          | ɣ       | ð       |          |           |         |
| Nasals       | m          | ŋ       | ɲ       | n̪        | n         |         |
| Correo-trinó | tʳ         |         |         |          |           |         |
| Vibrante     | r          |         |         |          |           |         |
| Approximants | w          | w       | j       | l        | ɻ         |         |

### Vocales
|         | Anterior | Posterior |
| ------- | -------- | --------- |
| Cerrada | i        | u         |
| Media   | æ        | o         |
| Abierta | a        | a         |